# Aclarida de fruits

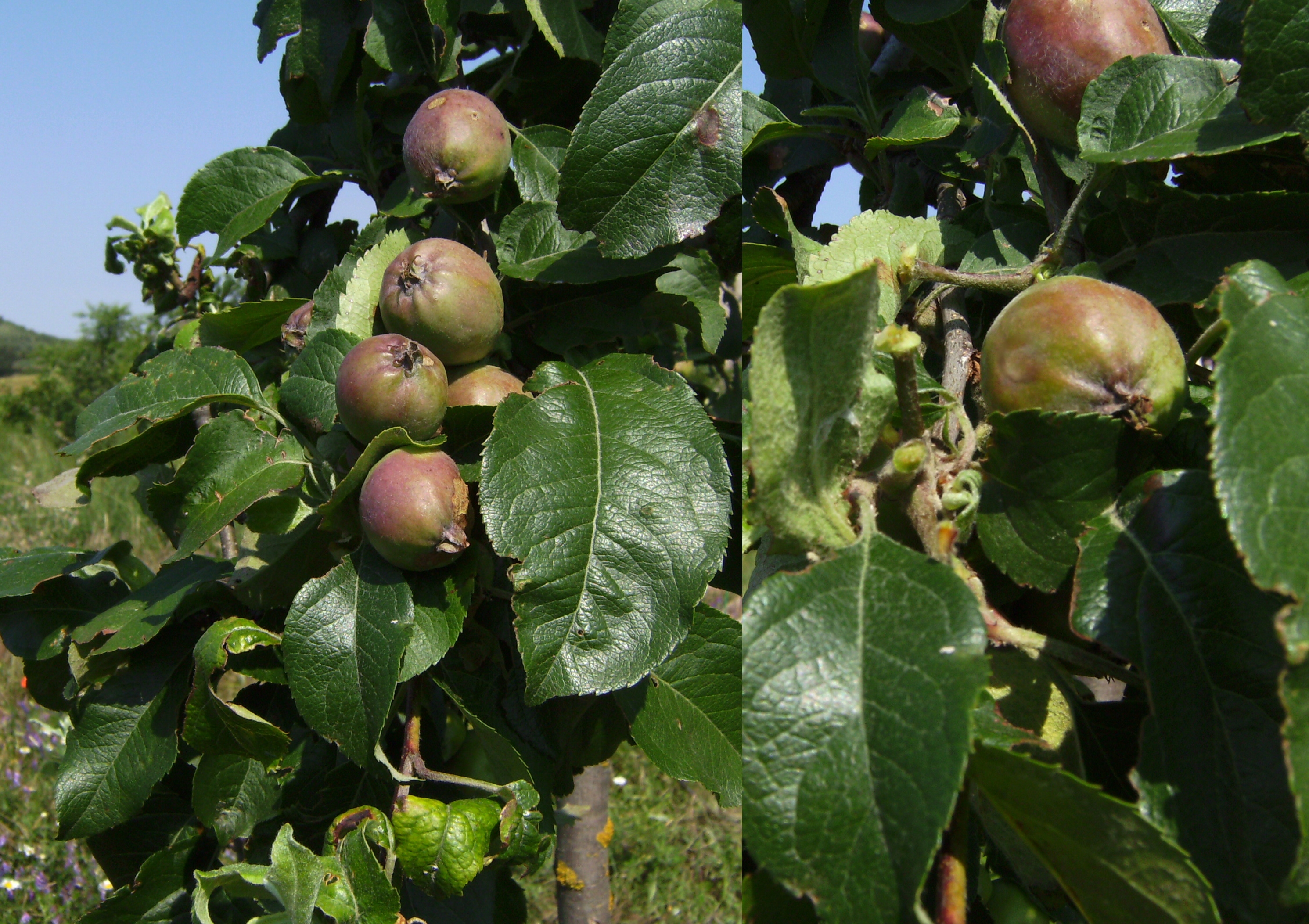
Aclarida de pomes, a l'esquerra la pomera abans d'aclarir a la dreta les pomes que s'han deixat després de l'aclarida

L'aclarida de fruits és una feina habitual de la fructicultura que consisteix a treure molts dels fruits immadurs de l'arbre fruiter per tal que els que hi resten siguin més grossos quan maduren.
També l'aclarida de fruits és un fenomen natural pel qual els arbres es desprenen d'una gran part dels seus fruits començant pels que no han tingut una suficient fecundació. En algunes pruneres com la varietat Santa Rosa l'aclarida natural és excessiva i resten molt pocs fruits que arribin a madurar.
L'aclarida artificial de fruits es practica principalment en presseguers, pomeres i pereres. No és tan habitual en albercoquers i cirerers i nesprers on el calibre no sol ser comercialment determinant. En olivera només es fa en algunes varietats de taula.
Es pot fer amb productes químics del tipus hormonals o a mà en aquest cas l'alt cost de la mà d'obra el pot fer prohibitiu o només apte per a un conreu no professional.
L'aclarida manual es fa quan els fruits tenen la mida d'una avellana (normalment durant maig) i es fa pinçant-les amb tres dits (polze i els dos contigus) i fent que es desprenguin del peduncle.
A banda dels fruits també es poden aclarir les flors, els brots o altres parts de les plantes. També s'anomena aclarir a treure les plantes massa juntes per deixar-les convenientment espaiades.
En silvicultura l'aclarida és treure de manera selectiva alguns arbres per millorar el creixements dels que resten. L'aclarida es pot fer per incrementar la resistència a l'estrès ambiental com la secada, infestació per insectes o temperatures extremes.